# Shane Dawson
Shane Dawson (tên lúc sinh Shane Yaw; sinh ngày 19 tháng 7 năm 1988) là một diễn viên, diễn viên hài và nhạc công YouTube. Dawson được biết đến với việc sản xuất video hài với nhiều nhân vật định kỳ (chẳng hạn như Shananay, Ned, Nerd S. Deezy, mẹ và dì Hilda), các nhân vật nhân cách hóa (chẳng hạn như Paris Hilton, Miley Cyrus và Sarah Palin), và nhại lại của các video âm nhạc phổ biến và các chương trình truyền hình. Tính đến tháng 9 năm 2011 kênh YouTube chính của anh là kênh thứ năm đăng ký nhất của mọi thời đại, sau Ray William Johnson, Nigahiga, Smosh, and Machinima.com. Dawson từ đó đã mở rộng trên YouTube bằng cách thêm kênh thứ hai của mình (kênh có số thuê bao đông thứ 12) where he posts video blogs and the series "Ask Shane", which moved to his main channel ngày 26 tháng 2 năm 2011.
Sự nghiệp của Dawson bắt đầu khi anh và một số bạn bè video thay vì làm bài tập ở trường trung học. Video đầu tiên của Dawson trên YouTube là bài tập cũ mà anh đã ở trong trường trung học.
Tháng 11 năm 2009, Dawson diễn trên Attack of the Show! Năm 2010, tạp chí Forbes đã bầu chọn anh là nhân vật trên mạng nổi tiếng thứ 25 của tạp chí này.
Đĩa đơn mainstream đầu tay của Dawson (thứ ba tổng cộng), SUPERLUV! đã được phát hành ngày 31 tháng 3 năm 2012.